# WTA Tour 1972
Die WTA Tour 1972 (offiziell: Virginia Slims Circuit und Commercial Union Grand Prix) war der 2. Jahrgang der Damentennis-Turnierserie.
Der Teamwettbewerb Federation Cup wird wie die Grand-Slam-Turniere nicht von der WTA, sondern von der ITF organisiert. Er wird dennoch aufgeführt, da die Spitzenspielerinnen auch dort in der Regel spielen.

## Turnierplan
| Kategorie                    |
| ---------------------------- |
| Grand Slam                   |
| Virginia Slims Championships |
| Virginia Slims Circuit       |
| Commercial Union Grand Prix  |
| Non-Tour Events              |

| Sonstige       |
| -------------- |
| Federation Cup |

### Dezember
| Datum 1 | Turnier                                                | Siegerin                   | Finalgegnerin                    | Ergebnis |
| ------- | ------------------------------------------------------ | -------------------------- | -------------------------------- | -------- |
| 27.12.  | Australian Open Melbourne, Australien Grand Slam Rasen | Virginia Wade              | Evonne Goolagong                 | 6:4, 6:4 |
| 27.12.  | Australian Open Melbourne, Australien Grand Slam Rasen | Helen Gourlay Kerry Harris | Patricia Coleman Karen Krantzcke | 6:0, 6:4 |

### Januar
| Datum 1 | Turnier | Siegerin                          | Finalgegnerin                 | Ergebnis      |
| ------- | --- | --------------------------------- | ----------------------------- | ------------- |
| 03.01.  | New South Wales Open Sydney, Australien Non-Tour Event                                                              | Evonne Goolagong                  | Virginia Wade                 | 6:1, 7:6      |
| 03.01.  | New South Wales Open Sydney, Australien Non-Tour Event                                                              | Evonne Goolagong Patricia Edwards | Lesley Bowrey Virginia Wade   | 6:1, 6:2      |
| 10.01.  | British Motor Cars Invitation San Francisco, Vereinigte Staaten Virginia Slims Circuit – 17.000 $ Hartplatz (Halle) | Billie Jean King                  | Kerry Melville                | 7:6, 7:6      |
| 10.01.  | British Motor Cars Invitation San Francisco, Vereinigte Staaten Virginia Slims Circuit – 17.000 $ Hartplatz (Halle) | Rosie Casals Virginia Wade        | Judy Dalton Françoise Dürr    | 6:3, 5:7, 6:2 |
| 17.01.  | South Australian Championships Adelaide, Australien Non-Tour Event                                                  | Evonne Goolagong                  | Olga Morosowa                 | 7:6, 6:3      |
| 17.01.  | South Australian Championships Adelaide, Australien Non-Tour Event                                                  | Evonne Goolagong Olga Morosowa    | Marilyn Tesch Kerry Hogarth   | 6:3, 6:0      |
| 17.01.  | Independent Press Long Beach, Vereinigte Staaten Virginia Slims Circuit – 17.000 $                                  | Rosie Casals                      | Françoise Dürr                | 6:2, 6:7, 6:3 |
| 17.01.  | Independent Press Long Beach, Vereinigte Staaten Virginia Slims Circuit – 17.000 $                                  | Rosie Casals Virginia Wade        | Helen Gourlay Karen Krantzcke | 6:4, 5:7, 7:5 |
| 24.01.  | Virginia Slims U.S. Indoors Boston, Vereinigte Staaten Virginia Slims Circuit – 18.000 $                            | Virginia Wade                     | Françoise Dürr                | 6:3, 7:5      |
| 24.01.  | Virginia Slims U.S. Indoors Boston, Vereinigte Staaten Virginia Slims Circuit – 18.000 $                            | Rosie Casals Virginia Wade        | Judy Dalton Françoise Dürr    | 2:6, 6:3, 7:6 |
| 31.01.  | Virginia Slims of Fort Lauderdale Fort Lauderdale, Vereinigte Staaten Virginia Slims Circuit – 25.000 $             | Chris Evert                       | Billie Jean King              | 6:1, 6:0      |
| 31.01.  | Virginia Slims of Fort Lauderdale Fort Lauderdale, Vereinigte Staaten Virginia Slims Circuit – 25.000 $             | Judy Dalton Françoise Dürr        | Nancy Richey Virginia Wade    | 6:3, 6:2      |
| 31.01.  | Western Australian Championships Perth, Australien Non-Tour Event                                                   | Evonne Goolagong                  | Olga Morosowa                 | 6:2, 7:5      |
| 31.01.  | Western Australian Championships Perth, Australien Non-Tour Event                                                   | Evonne Goolagong Barbara Hawcroft | Olga Morosowa Janet Young     | 3:6, 6:4, 6:3 |

### Februar
| Datum 1 | Turnier                                                                                        | Siegerin                         | Finalgegnerin               | Ergebnis      |
| ------- | ---------------------------------------------------------------------------------------------- | -------------------------------- | --------------------------- | ------------- |
| 14.02.  | Virginia Slims of Oklahoma Oklahoma City, Vereinigte Staaten Virginia Slims Circuit – 20.000 $ | Rosie Casals                     | Valerie Ziegenfuss          | 6:4, 6:1      |
| 14.02.  | Virginia Slims of Oklahoma Oklahoma City, Vereinigte Staaten Virginia Slims Circuit – 20.000 $ | Rosie Casals Billie Jean King    | Judy Dalton Françoise Dürr  | 6:7, 7:6, 6:2 |
| 21.02.  | Virginia Slims of Washington Washington, Vereinigte Staaten Virginia Slims Circuit – 18.000 $  | Nancy Richey                     | Chris Evert                 | 7:6, 6:2      |
| 21.02.  | Virginia Slims of Washington Washington, Vereinigte Staaten Virginia Slims Circuit – 18.000 $  | Wendy Overton Valerie Ziegenfuss | Judy Dalton Françoise Dürr  | 7:5, 6:2      |
| 28.02.  | K-Mart International Birmingham, Großbritannien Virginia Slims Circuit – 15.000 $              | Kerry Melville                   | Rosie Casals                | 6:3, 6:7, 6:4 |
| 28.02.  | K-Mart International Birmingham, Großbritannien Virginia Slims Circuit – 15.000 $              | Judy Dalton Françoise Dürr       | Rosie Casals Kerry Melville | 6:1, 6:1      |

### März
| Datum 1 | Turnier | Siegerin                      | Finalgegnerin               | Ergebnis      |
| ------- | --- | ----------------------------- | --------------------------- | ------------- |
| 06.03.  | Maureen Connally Brinker – Virginia Slims of Dallas Dallas, Vereinigte Staaten Virginia Slims Circuit – 32.775 $ | Nancy Richey                  | Billie Jean King            | 7:6, 6:1      |
| 06.03.  | Maureen Connally Brinker – Virginia Slims of Dallas Dallas, Vereinigte Staaten Virginia Slims Circuit – 32.775 $ | Rosie Casals Billie Jean King | Judy Dalton Françoise Dürr  | 6:3, 4:6, 7:5 |
| 21.03.  | Virginia Slims of Richmond Richmond, Vereinigte Staaten Virginia Slims Circuit – 18.000 $                        | Billie Jean King              | Nancy Gunter                | 6:3, 6:4      |
| 21.03.  | Virginia Slims of Richmond Richmond, Vereinigte Staaten Virginia Slims Circuit – 18.000 $                        | Rosie Casals Billie Jean King | Judy Dalton Karen Krantzcke | 7:5, 7:6      |
| 20.03.  | Caribe Hilton Invitational San Juan, Puerto Rico Virginia Slims Circuit – 18.000 $                               | Nancy Gunter                  | Chris Evert                 | 6:1, 6:3      |
| 20.03.  | Caribe Hilton Invitational San Juan, Puerto Rico Virginia Slims Circuit – 18.000 $                               | Rosie Casals Billie Jean King | Judy Dalton Karen Krantzcke | 6:2, 6:3      |
| 20.03.  | Federation Cup Finale Johannesburg, Südafrika                                                                    | Gewonnen Südafrika            | Verloren Vereinigte Staaten | 2:1           |
| 27.03.  | South African Open Johannesburg, Südafrika Commercial Union Grand Prix                                           | Evonne Goolagong              | Virginia Wade               | 4:6, 6:3, 6:0 |
| 27.03.  | South African Open Johannesburg, Südafrika Commercial Union Grand Prix                                           | Evonne Goolagon Helen Gourlay | Winnie Shaw Joyce Barclay   | 6:1, 6:4      |

### April
| Datum 1 | Turnier                                                                                           | Siegerin                      | Finalgegnerin                 | Ergebnis      |
| ------- | ------------------------------------------------------------------------------------------------- | ----------------------------- | ----------------------------- | ------------- |
| 03.04.  | Virginia Slims of Jacksonville Jacksonville, Vereinigte Staaten Virginia Slims Circuit – 18.000 $ | Marie Neumannová              | Billie Jean King              | 6:4, 6:3      |
| 03.04.  | Virginia Slims of Jacksonville Jacksonville, Vereinigte Staaten Virginia Slims Circuit – 18.000 $ | Judy Dalton Karen Krantzcke   | Vicky Berner Billie Jean King | 7:5, 6:1      |
| 10.04.  | Virginia Slims Masters Saint Petersburg, Vereinigte Staaten Virginia Slims Circuit – 18.000 $     | Nancy Gunter                  | Chris Evert                   | 6:3, 6:4      |
| 10.04.  | Virginia Slims Masters Saint Petersburg, Vereinigte Staaten Virginia Slims Circuit – 18.000 $     | Karen Krantzcke Wendy Overton | Judy Dalton Françoise Dürr    | 7:5, 6:4      |
| 17.04.  | Virginia Slims Conquistadores Tucson, Vereinigte Staaten Virginia Slims Circuit – 18.000 $        | Billie Jean King              | Françoise Dürr                | 6:0, 6:3      |
| 17.04.  | Virginia Slims Conquistadores Tucson, Vereinigte Staaten Virginia Slims Circuit – 18.000 $        | Kerry Harris Karen Krantzcke  | Judy Dalton Françoise Dürr    | 6:3, 6:7, 6:3 |
| 24.04.  | Italian Open Rom, Italien Commercial Union Grand Prix                                             | Linda Tuero                   | Olga Morosowa                 | 6:4, 6:3      |
| 24.04.  | Italian Open Rom, Italien Commercial Union Grand Prix                                             | Lesley Hunt Olga Morozova     | Gail Sherriff Rosalba Vido    | 6:3, 6:4      |

### Mai
| Datum 1 | Turnier                                                                                           | Sieger(in)                     | Finalgegner(in)              | Ergebnis |
| ------- | ------------------------------------------------------------------------------------------------- | ------------------------------ | ---------------------------- | -------- |
| 01.05.  | Virginia Slims of Indianapolis Indianapolis, Vereinigte Staaten Virginia Slims Circuit – 20.000 $ | Billie Jean King               | Nancy Gunter                 | 6:3, 6:3 |
| 01.05.  | Virginia Slims of Indianapolis Indianapolis, Vereinigte Staaten Virginia Slims Circuit – 20.000 $ | Rosie Casals Karen Krantzcke   | Judy Dalton Françoise Dürr   | 6:3, 6:2 |
| 08.05.  | Rothmans Hardcourt Championships of GBR Bournemouth, Großbritannien Commercial Union Grand Prix   | Evonne Goolagong               | Helga Masthoff               | 7:5, 6:2 |
| 08.05.  | Rothmans Hardcourt Championships of GBR Bournemouth, Großbritannien Commercial Union Grand Prix   | Evonne Goolagong Helen Gourlay | Brenda Kirk Betty Stöve      | 7:5, 6:1 |
| 15.05.  | Rothman’s Surrey Hardcourt Championships Guildford, Großbritannien Non-Tour Event Hartplatz       | Evonne Goolagong               | Joace Barclay                | 7:5, 6:2 |
| 15.05.  | Rothman’s Surrey Hardcourt Championships Guildford, Großbritannien Non-Tour Event Hartplatz       | Evonne Goolagong Helen Gourlay | Winnie Shaw Joyce Barclay    | 6:2, 6:1 |
| 22.05.  | French Open Paris, Frankreich Grand Slam Sandplatz (Rot)                                          | Billie Jean King               | Evonne Goolagong             | 6:3, 6:3 |
| 22.05.  | French Open Paris, Frankreich Grand Slam Sandplatz (Rot)                                          | Billie Jean King Betty Stöve   | Winnie Shaw Nell Truman      | 6:1, 6:2 |
| 22.05.  | French Open Paris, Frankreich Grand Slam Sandplatz (Rot)                                          | Rosie Casals Ilie Năstase      | Evonne Goolagong Kim Warwick | 6:4, 6:4 |

### Juni
| Datum 1 | Turnier | Sieger(in)                    | Finalgegner(in)                  | Ergebnis                |
| ------- | --- | ----------------------------- | -------------------------------- | ----------------------- |
| 05.06.  | Internationale Tennismeisterschaften von Deutschland Hamburg, Bundesrepublik Deutschland Commercial Union Grand Prix Sandplatz | Helga Masthoff                | Linda Tuero                      | 6:3, 3:6, 8:6           |
| 05.06.  | Internationale Tennismeisterschaften von Deutschland Hamburg, Bundesrepublik Deutschland Commercial Union Grand Prix Sandplatz | Helga Masthoff Heide Orth     | Wendy Overton Valerie Ziegenfuss | 6:3, 2:6, 6:0           |
| 05.06.  | John Player Tournament Nottingham, Großbritannien Non-Tour Event                                                               | Billie Jean King              | Evonne Goolagong                 | wegen Regens kein Spiel |
| 12.06.  | W.D. & H.O. Wills Open Bristol, Großbritannien Commercial Union Grand Prix                                                     | Billie Jean King              | Kerry Melville                   | 6:3, 6:2                |
| 12.06.  | W.D. & H.O. Wills Open Bristol, Großbritannien Commercial Union Grand Prix                                                     | Helen Gourlay Karen Krantzcke | Rosie Casals Billie Jean King    | 6:4, 6:2                |
| 19.06.  | Rothman’s Queens Club London, Großbritannien Non-Tour Event Rasen                                                              | Chris Evert                   | Karen Krantzcke                  | 6:4, 6:0                |
| 19.06.  | Rothman’s Queens Club London, Großbritannien Non-Tour Event Rasen                                                              | Rosie Casals Billie Jean King | Brenda Kirk Pat Walkden          | 5:7, 6:0, 6:2           |
| 26.06.  | Wimbledon Championships Wimbledon, Großbritannien Grand Slam Rasen                                                             | Billie Jean King              | Evonne Goolagong                 | 6:3, 6:3                |
| 26.06.  | Wimbledon Championships Wimbledon, Großbritannien Grand Slam Rasen                                                             | Billie Jean King Betty Stöve  | Judy Dalton Françoise Dürr       | 6:2, 4:6, 6:3           |
| 26.06.  | Wimbledon Championships Wimbledon, Großbritannien Grand Slam Rasen                                                             | Rosie Casals Ilie Năstase     | Evonne Goolagong Kim Warwick     | 6:4, 6:4                |

### Juli
| Datum 1 | Turnier                                                                                      | Siegerin                                                     | Finalgegnerin                    | Ergebnis       |
| ------- | -------------------------------------------------------------------------------------------- | ------------------------------------------------------------ | -------------------------------- | -------------- |
| 10.07.  | Carroll’s Irish Open Dublin, Irland Commercial Union Grand Prix                              | Evonne Goolagong                                             | Pat Walkden                      | 2:6, 6:1, 6:2  |
| 10.07.  | Carroll’s Irish Open Dublin, Irland Commercial Union Grand Prix                              | Brenda Kirk Pat Walkden                                      | Evonne Goolagong Karen Krantzcke | 6:3, 8:10, 6:2 |
| 10.07.  | Green Shield Welsh Championships Newport (Gwent), Großbritannien Commercial Union Grand Prix | Kerry Melville                                               | Virginia Wade                    | 7:5, 6:2       |
| 10.07.  | Green Shield Welsh Championships Newport (Gwent), Großbritannien Commercial Union Grand Prix | Judy Dalton Betty Stöve                                      | Kerry Harris Kerry Melville      | 7:5, 6:4       |
| 17.07.  | Rothmans North of England Championships Hoylake, Großbritannien Commercial Union Grand Prix  | Evonne Goolagong gegen Betty Stöve                           |                                  |                |
| 17.07.  | Rothmans North of England Championships Hoylake, Großbritannien Commercial Union Grand Prix  | Evonne Goolagong Helen Gourlay gegen Brenda Kirk Pat Walkden |                                  |                |
| 31.07.  | Virginia Slims of Colombus Colombus, Vereinigte Staaten Virginia Slims Circuit – 25.500 $    | Rosie Casals                                                 | Françoise Dürr                   | 6:7, 7:6, 6:0  |
| 31.07.  | Virginia Slims of Colombus Colombus, Vereinigte Staaten Virginia Slims Circuit – 25.500 $    | Françoise Dürr Helen Gourlay                                 | Kerry Harris Kerry Melville      | 6:4, 6:3       |
| 31.07.  | Western Open Championships Cincinnati, Vereinigte Staaten Commercial Union Grand Prix        | Margaret Court                                               | Evonne Goolagong                 | 3:6, 6:2, 7:5  |
| 31.07.  | Western Open Championships Cincinnati, Vereinigte Staaten Commercial Union Grand Prix        | Margaret Court Evonne Goolagong                              | Brenda Kirk Pat Walkden          | 6:4, 6:1       |

### August
| Datum 1 | Turnier                                                                                              | Sieger(in)                      | Finalgegner(in)               | Ergebnis      |
| ------- | --- | ------------------------------- | ----------------------------- | ------------- |
| 07.08.  | U.S. Clay Court Championships Indianapolis, Vereinigte Staaten Commercial Union Grand Prix Sandplatz | Chris Evert                     | Evonne Goolagong              | 7:6, 6:1      |
| 07.08.  | U.S. Clay Court Championships Indianapolis, Vereinigte Staaten Commercial Union Grand Prix Sandplatz | Evonne Goolagong Lesley Hunt    | Margaret Court Pam Teeguarden | 6:2, 6:1      |
| 14.08.  | Rothmans Canadian Open Toronto, Kanada Commercial Union Grand Prix                                   | Evonne Goolagong                | Virginia Wade                 | 6:3, 6:1      |
| 14.08.  | Rothmans Canadian Open Toronto, Kanada Commercial Union Grand Prix                                   | Margaret Court Evonne Goolagong | Brenda Kirk Pat Walkden       | 3:6, 6:3, 7:5 |
| 14.08.  | Virginia Slims of Denver Denver, Vereinigte Staaten Virginia Slims Circuit – 25.000 $                | Nancy Gunter                    | Billie Jean King              | 1:6, 6:4, 6:4 |
| 14.08.  | Virginia Slims of Denver Denver, Vereinigte Staaten Virginia Slims Circuit – 25.000 $                | Françoise Dürr Lesley Hunt      | Helen Gourlay Karen Krantzcke | 6:0, 6:3      |
| 21.08.  | Eastern Grass Court Championships Orange, Vereinigte Staaten Non-Tour Event Rasen                    | Olga Morosowa                   | Marina Kroschina              | 6:2, 6:7, 7:5 |
| 21.08.  | Eastern Grass Court Championships Orange, Vereinigte Staaten Non-Tour Event Rasen                    | Marina Korschina Olga Morosowa  | Carole Caldwell Patti Hogan   | 6:7, 6:2, 6:2 |
| 21.08.  | Pennsylvanian Championships Merion, Vereinigte Staaten Non-Tour Event                                | Virginia Wade                   | Carrie Fleming                | 6:4, 6:1      |
| 21.08.  | Pennsylvanian Championships Merion, Vereinigte Staaten Non-Tour Event                                | Virginia Wade Sharon Walsh      | Brenda Kirk Pat Walkden       | 7:6, 6:2      |
| 21.08.  | Virginia Slims of Newport Newport, Vereinigte Staaten Virginia Slims Circuit – 18.000 $              | Margaret Court                  | Billie Jean King              | 6:4, 6:1      |
| 21.08.  | Virginia Slims of Newport Newport, Vereinigte Staaten Virginia Slims Circuit – 18.000 $              | Margaret Court Lesley Hunt      | Rosie Casals Billie Jean King | 6:2, 6:2      |
| 28.08.  | US Open Forest Hills, Vereinigte Staaten Grand Slam – 80.000 $ Rasen                                 | Billie Jean King                | Kerry Melville                | 6:3, 7:5      |
| 28.08.  | US Open Forest Hills, Vereinigte Staaten Grand Slam – 80.000 $ Rasen                                 | Françoise Dürr Betty Stöve      | Margaret Court Virginia Wade  | 6:3, 1:6, 6:3 |
| 28.08.  | US Open Forest Hills, Vereinigte Staaten Grand Slam – 80.000 $ Rasen                                 | Margaret Court Marty Riessen    | Rosie Casals Ilie Năstase     | 6:3, 7:5      |

### September
| Datum 1 | Turnier                                                                                          | Siegerin                                                    | Finalgegnerin              | Ergebnis      |
| ------- | ------------------------------------------------------------------------------------------------ | ----------------------------------------------------------- | -------------------------- | ------------- |
| 11.09.  | Four Roses Classic Charlotte, Vereinigte Staaten Virginia Slims Circuit – 40.000 $               | Billie Jean King                                            | Margaret Court             | 6:2, 6:2      |
| 11.09.  | Four Roses Classic Charlotte, Vereinigte Staaten Virginia Slims Circuit – 40.000 $               | Françoise Dürr Betty Stöve gegen Margaret Court Lesley Hunt |                            |               |
| 18.09.  | Virginia Slims Golden Gate Classic Oakland, Vereinigte Staaten Virginia Slims Circuit – 20.000 $ | Margaret Court                                              | Billie Jean King           | 6:4, 6:1      |
| 18.09.  | Virginia Slims Golden Gate Classic Oakland, Vereinigte Staaten Virginia Slims Circuit – 20.000 $ | Ann Jones Billie Jean King                                  | Margaret Court Lesley Hunt | 7:5, 2:6, 7:6 |
| 25.09.  | Virginia Slims of Phoenix Phoenix, Vereinigte Staaten Virginia Slims Circuit – 25.000 $          | Billie Jean King                                            | Margaret Court             | 7:6, 6:3      |
| 25.09.  | Virginia Slims of Phoenix Phoenix, Vereinigte Staaten Virginia Slims Circuit – 25.000 $          | Rosie Casals Wendy Overton                                  | Françoise Dürr Betty Stöve | 6:4, 6:3      |

### Oktober
| Datum 1 | Turnier                                                                         | Siegerin                      | Finalgegnerin                    | Ergebnis      |
| ------- | ------------------------------------------------------------------------------- | ----------------------------- | -------------------------------- | ------------- |
| 09.10.  | Virginia Slims Championships Boca Raton, Vereinigte Staaten Masters – 100.900 $ | Chris Evert                   | Kerry Melville                   | 7:5, 6:4      |
| 16.10.  | Spanish International Open Championships Barcelona, Spanien Non-Tour Event      | Gail Chanfreau                | Nathalie Fuchs                   | 6:1, 6:4      |
| 16.10.  | Spanish International Open Championships Barcelona, Spanien Non-Tour Event      | Gail Chanfreau Nathalie Fuchs | Michele Gurdal Monique Van Haver | 6:4, 6:2      |
| 17.10.  | Dewar Cup Billingham Billingham, Großbritannien Non-Tour Event                  | Margaret Court                | Julie Heldman                    | 7:5, 6:3      |
| 17.10.  | Dewar Cup Billingham Billingham, Großbritannien Non-Tour Event                  | Margaret Court Virginia Wade  | Patti Hogan Sharon Walsh         | 6:3, 6:2      |
| 24.10.  | Dewar Cup Edinburgh Edinburgh, Großbritannien Non-Tour Event                    | Margaret Court                | Virginia Wade                    | 6:3, 3:6, 7:5 |
| 24.10.  | Dewar Cup Edinburgh Edinburgh, Großbritannien Non-Tour Event                    | Margaret Court Virginia Wade  | Julie Heldman Betty Stöve        | 6:2, 6:3      |
| 31.10.  | Dewar Cup Aberavon Aberavon, Großbritannien Non-Tour Event                      | Margaret Court                | Virginia Wade                    | 6:3, 6:4      |
| 31.10.  | Dewar Cup Aberavon Aberavon, Großbritannien Non-Tour Event                      | Margaret Court Virginia Wade  | Julie Heldman Betty Stöve        | 6:0, 6:3      |

### November
| Datum 1 | Turnier                                                                           | Siegerin                      | Finalgegnerin                 | Ergebnis      |
| ------- | --------------------------------------------------------------------------------- | ----------------------------- | ----------------------------- | ------------- |
| 06.11.  | Dewar Cup Torquay Torquay, Großbritannien Non-Tour Event                          | Margaret Court                | Virginia Wade                 | 2:6, 6:3, 6:1 |
| 06.11.  | Dewar Cup Torquay Torquay, Großbritannien Non-Tour Event                          | Margaret Court Virginia Wade  | Brenda Kirk Sharon Walsh      | 6:4, 6:4      |
| 13.11.  | Dewar Cup Finals London, Großbritannien Non-Tour Event                            | Margaret Court                | Virginia Wade                 | 6:1, 6:1      |
| 20.11.  | Australian Hardcourt Championships Melbourne, Australien Non-Tour Event Hartplatz | Evonne Goolagong              | Patricia Coleman              | 6:7, 6:2, 6:2 |
| 20.11.  | Australian Hardcourt Championships Melbourne, Australien Non-Tour Event Hartplatz | Evonne Goolagong Janet Young  | Patricia Coleman Sally Irvine | 2:6, 6:4, 6:3 |
| 27.11.  | Argentine Open Buenos Aires, Argentinien Non-Tour Event                           | Virginia Wade                 | Fiorella Bonicelli            | 6:4, 6:1      |
| 27.11.  | Argentine Open Buenos Aires, Argentinien Non-Tour Event                           | Helga Masthoff Pam Teeguarden | Ana María Arias Virginia Wade | 7:5, 6:2      |
| 27.11.  | Queensland Championships Brisbane, Australien Non-Tour Event                      | Evonne Goolagong              | Glynis Coles                  | 6:0, 7:5      |

### Dezember
| Datum 1 | Turnier                                                            | Siegerin                         | Finalgegnerin                  | Ergebnis |
| ------- | ------------------------------------------------------------------ | -------------------------------- | ------------------------------ | -------- |
| 04.12.  | Western Australian Championships Perth, Australien Non-Tour Event  | Margaret Court                   | Evonne Goolagong               | 6:3, 6:2 |
| 11.12.  | South Australian Championships Adelaide, Australien Non-Tour Event | Evonne Goolagong                 | Kerry Harris                   | 6:1, 6:2 |
| 11.12.  | South Australian Championships Adelaide, Australien Non-Tour Event | Eugenia Birioukova Janet Young   | Evonne Goolagong Helen Gourlay | 6:3, 6:2 |
| 18.12.  | New South Wales Open Sydney, Australien Non-Tour Event Hartplatz   | Margaret Court                   | Evonne Goolagong               | 6:3, 6:2 |
| 18.12.  | New South Wales Open Sydney, Australien Non-Tour Event Hartplatz   | Evonne Goolagong Melissa Edwards | Lesley Bowrey Virginia Wade    | 6:1, 6:2 |